# Eostega lebedinskyi
Eostega lebedinskyi — викопний вид сулоподібних птахів родини сулових (Sulidae), що існував в еоцені в Європі. Рештки нижньої щелепи виявлені у містечку Клуж-Манастур (нині мікрорайон міста Клуж-Напока) на півночі Румунії. В еоценову епоху ця частина Румунії була узбережжям мілководного моря.